# 約束 (スガシカオの曲)
「約束」（やくそく）は、スガシカオの28枚目のシングル。2011年2月23日発売。

## 概要
- 音楽CD形態において、メジャーレーベルからのリリースは（シングル盤として）同タイトルがいったん最後となる。
- 「初回生産限定盤」「期間生産限定盤」「通常盤」の3種同時リリース。
- 初回生産限定盤は、スペシャル･パッケージ仕様で『「JAPAN-UK circuit 2010」in London』公演時の写真と、スガシカオのコメント・インタビューを収録したBOOK付。
- 期間生産限定盤は、浅田弘幸によるテガミバチREVERSE描き下ろしイラスト&紙ジャケット仕様。

## 収録曲
1. 約束
  - テレビ東京系アニメ『テガミバチREVERSE』後期オープニングテーマ
2. 宇宙（「JAPAN-UK circuit 2010」in London）
3. 19才（「JAPAN-UK circuit 2010」in London）
4. 〜FAN-KEY-TRAIN リクエスト・トラック〜
  - 曲名は記載されていないが「Progress」のピアノ・バージョンが収録されている。

## 収録アルバム
- BEST HIT!! SUGA SHIKAO -2003〜2011- (#1)
- SugarlessII(#4)